# Stilbia calberlae
Stilbia calberlae är en fjärilsart som beskrevs av Failla-tedaldi 1890. Stilbia calberlae ingår i släktet Stilbia och familjen nattflyn. Inga underarter finns listade i Catalogue of Life.